# 航發動力
中國航發动力股份有限公司 (上交所：600893)，簡稱航發动力。中航动力上市前名為"西安航空發動機集團有限公司"，2008年正式上市，上市後原名为西安航空动力股份有限公司（简称航空动力），2015年1月起变更为“中航动力”。

## 历史
1993年，吉林省吉发农业开发集团股份有限公司成立，並于1996年在上海證券交易所上市。
2008年11月，吉生化重组，更名为西安航空动力股份有限公司，上市公司简称变更为“航发动力”，注册地为陕西省西安市。
2014年，进行了重大资产重组。重组采取发行股份购买资产的方式，由航空动力向中航工业、中航发动机控股有限公司、西安航空发动机（集团）有限公司、中航工业贵州航空工业（集团）有限责任公司、贵州黎阳航空发动机（集团）有限公司、中国华融资产管理股份有限公司、中国东方资产管理公司、北京国有资本经营管理中心等8家资产注入方定向发行股份，购买7家标的公司的股权及西航集团拟注入资产。重组后公司名称变更为中航动力股份有限公司。其中西安航空发动机（集团）有限公司成立于1958年，隶属于中國航空發動機集團（2016年前屬中航工業），地处陕西省西安市未央区徐家湾。中航工业西航承担着中国大中型军民用航空发动机、大型舰船用燃气轮机动力装置、新型环保能源领域等重点工程项目的生产、研制任务，在高技术加工制造方面达到了世界先进水平。
2016年，隨著中航工業發動機業務分拆，中航工業在中航動力的持股亦轉移至新成立的中國航發，並於2017年再更名為中國航發動力股份有限公司，簡稱改為「航發動力」。